# Łopuszna
Łopuszna ist eine Ortschaft mit einem Schulzenamt der Landgemeinde Nowy Targ im Powiat Nowotarski der Woiwodschaft Kleinpolen in Polen.

## Geographie
Der Ort liegt entlang des Bachs Łopuszna Dunajec unter den Gorce.

## Geschichte
Der Ort wurde im Jahre 1364 gegründet. Ab 1728 gehörte das Dorf zur Familie Lisiecki und ab 1822 zur Familie Tetmajer.
Bei der Ersten Teilung Polens kam das Dorf 1772 zum neuen Königreich Galizien und Lodomerien des habsburgischen Kaiserreichs (ab 1804).
1918, nach dem Ende des Ersten Weltkriegs und dem Zusammenbruch der k.u.k. Monarchie, kam Łopuszna zu Polen. Unterbrochen wurde dies nur durch die Besetzung Polens durch die Wehrmacht im Zweiten Weltkrieg.
Von 1975 bis 1998 gehörte Łopuszna zur Woiwodschaft Nowy Sącz.

## Sehenswürdigkeiten
- Gutshof der Familie Tetmajer, erbaut etwa 1790, umgebaut am Ende des 19. Jahrhunderts, Ausstellung des Tatermuseums; nebenbei Haus der Familie Klamerus, frühes 20. Jahrhundert, ethnographische Ausstellung
- Holzkirche, geweiht 1504

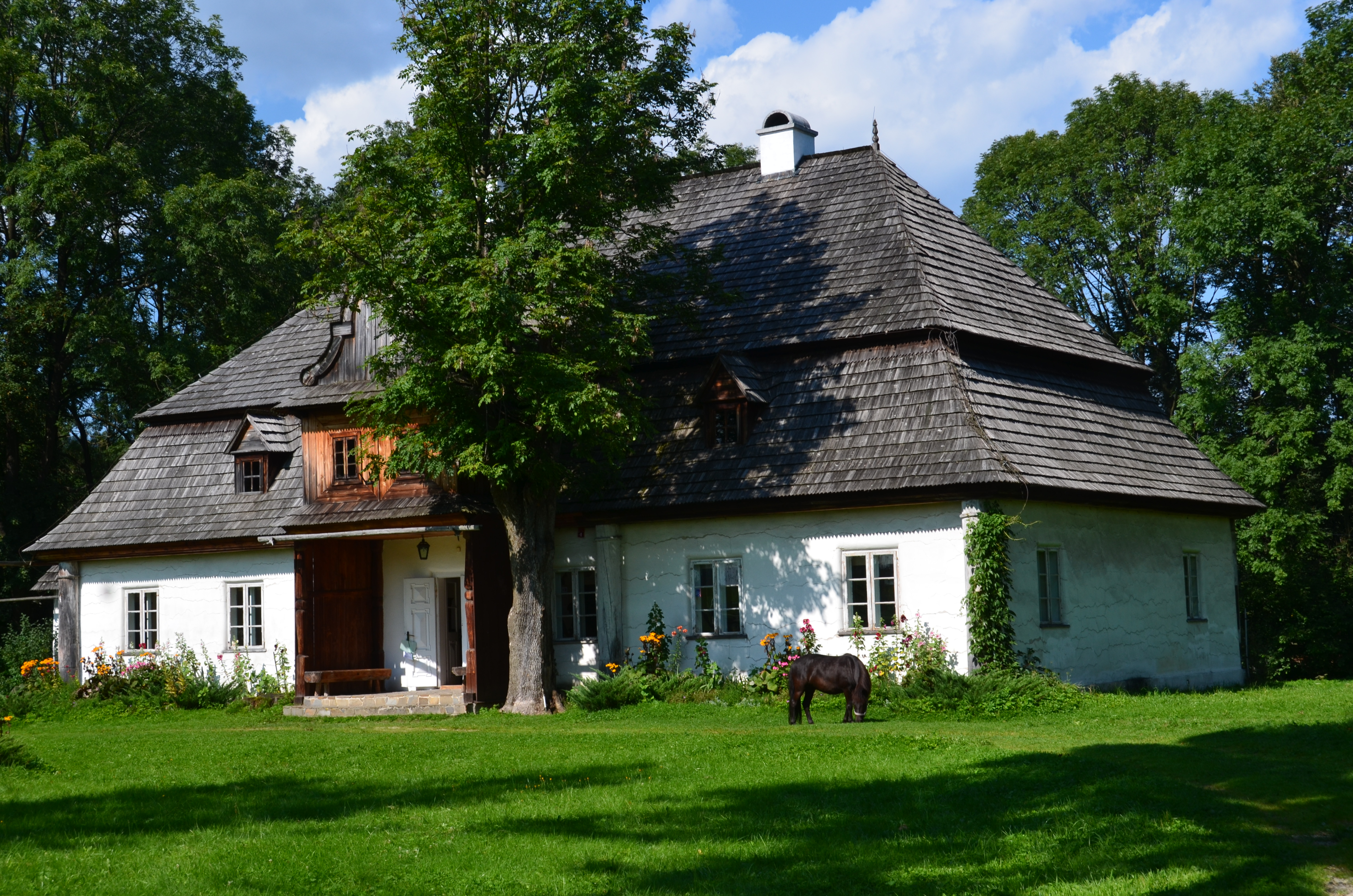
Gutshof
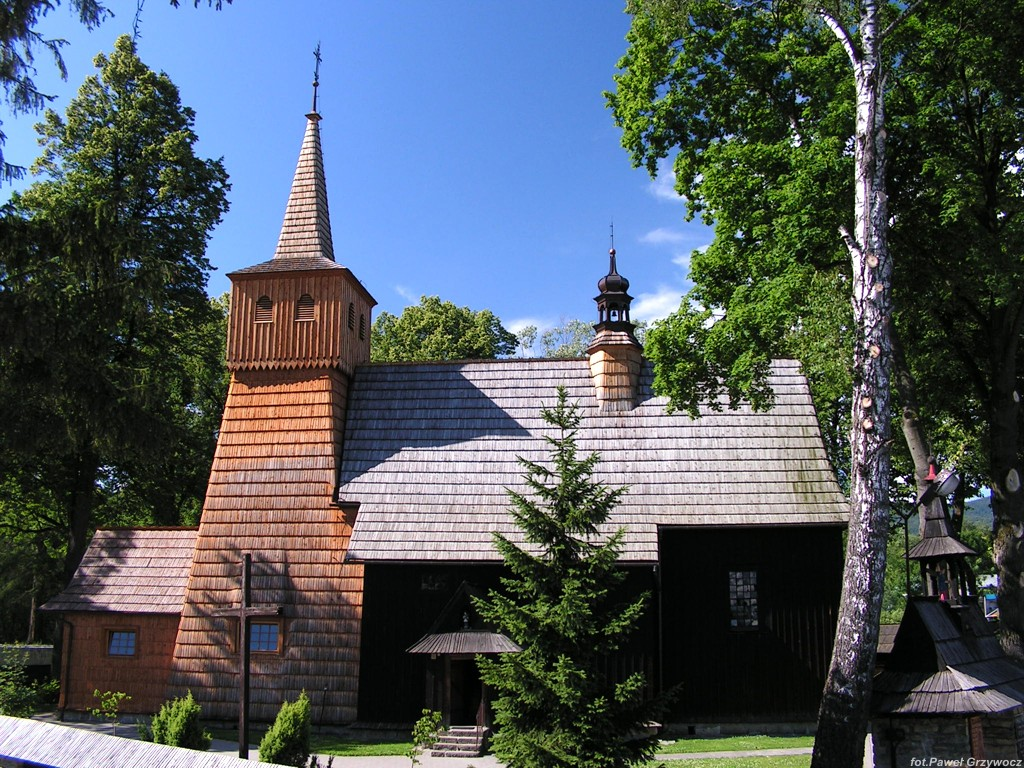
Holzkirche
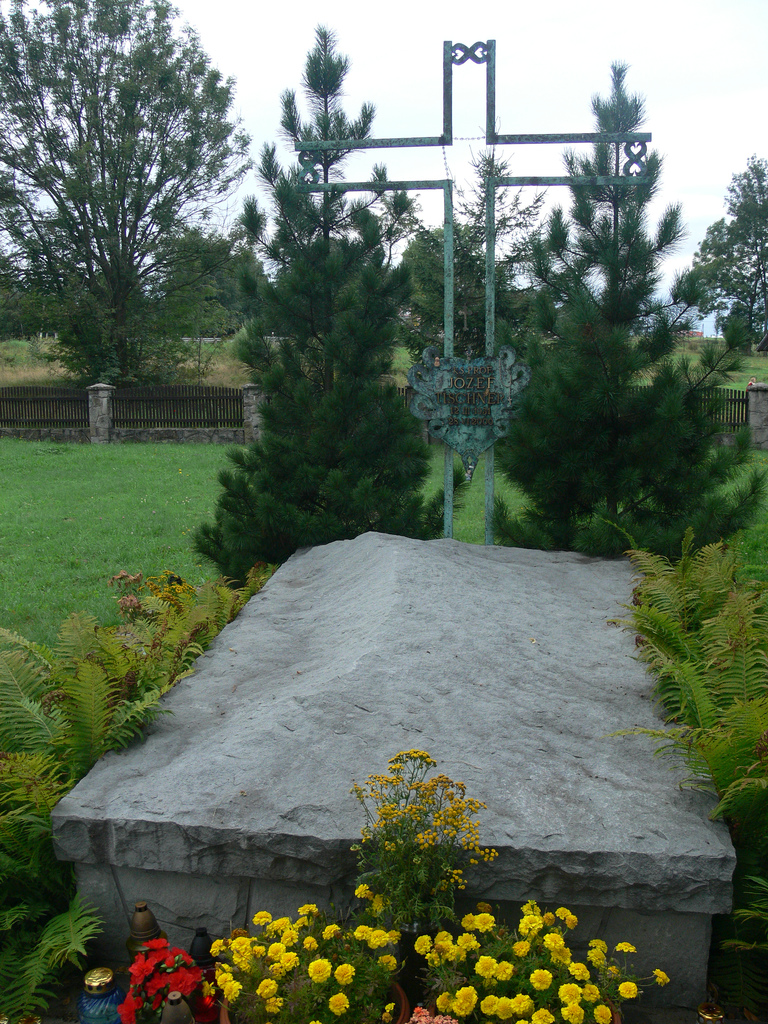
Steingrab von Józef Tischner

## Persönlichkeiten
- Józef Tischner (* 12. März 1931 in Stary Sącz; † 28. Juni 2000 in Krakau) Philosoph und katholischer Priester, aufgewachsen in Łopuszna